# William Brewster
William Brewster (1568 Scrooby, Nottinghamshire – 10. dubna 1644 Duxbury, Plymouth) byl anglický úředník a cestující na lodi Mayflower v roce 1620. Patřil mezi Otce poutníky. Pro své vzdělání a diplomatické zkušenosti se stal mezi kolonisty v Plymouthu vedoucí osobností.

## Mládí

### Život v Anglii
William Brewster se narodil v roce 1568 s největší pravděpodobností ve Scrooby v anglickém Nottinghamshire. Byl synem Williama Brewstera a měl řadu nevlastních sourozenců. Jeho prarodiči byli William Brewster (1510–1558) a Maud Mann (1513–1558) ze Skotska.
Krátce studoval Cambridge, na koleji Peterhouse. Poté vstoupil do služby Williama Davisona, anglického velvyslance v Nizozemsku a doprovázel ho na misi do Nizozemska v roce 1584. Jako sekretář královny Alžběty I. Davison navazoval spojenectví s anglickými protestantskými přáteli v Nizozemsku a Skotsku. Jeho úloha byla zabránit válce s Francií. Pro Brewstera to byla příležitost seznámit se s reformovaným náboženstvím a diplomatickou službou. V kolonii byl Brewster byl jediným poutníkem s politickými a diplomatickými zkušenostmi. Po návratu do Scrooby nastoupil v roce 1590 po svém otci na místo poštovního úředníka. Historik Stephen Tomkins píše, že William a Mary se stali puritány v polovině či koncem roku 1590, soudě podle jmen dětí, která byla mnohem více puritánská po narození syna Jonathana.

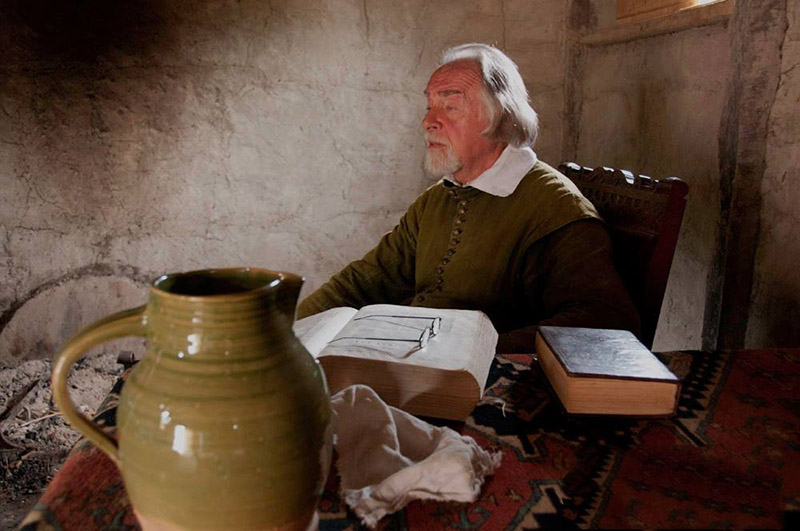
Herec představující Williama Brewstera v Plymouthu

Znak Williama Brewstera

Po kampani vedené arcibiskupem Bancroftem za vytlačení puritánských duchovních z anglikánské církve se Brewster připojil k Brownistickému kostelu vedenému pastorem Johnem Robinsonem a jeho pomocníkem Richardem Cliftonem. Brewster oba pozval na své panství ve Scrooby. Omezení a tlaky, které úřady uplatňovaly vůči náboženským reformistům, je přesvědčily o nutnosti odchodu celé komunity do nábožensky tolerantnějšího Nizozemska a Brewster začal organizoval emigraci. V té době bylo nezákonné opustit Anglii bez povolení, takže odjezd byl složitou záležitostí. Při prvním pokusu v roce 1607 byla skupina zatčena ale druhý pokus v roce 1608 byl úspěšný.

### Život v Nizozemsku
Pastor John Robinson vedl kázal v kostele v Amsterodamu zhruba rok. V roce 1609 se stal kostel jedním z prvních baptistických chrámů, který vedl John Smyth, jeden z prvních baptistických pastorů. Robinson a Brewster se rozhodli odejít do Leidenu.
William Brewster žil v Leidenu se svou ženou a dětmi poblíž kostela sv. Petra (Pieterskerk). Jeho syn Jonathan se stal tkalcem. William byl vybrán jako pomocník pastora Johna Robinsona. V této funkci sloužil i v roce 1620 na cestě do kolonie Plymouth.
V Leidenu se skupině podařilo vydělat si na živobytí. Brewster bojoval o peníze už v Amsterdamu. V Leidenu vyučoval studenty angličtinu na univerzitě. V letech 1610–11 jednali Robinson a Brewster jako mediátoři, když se nejstarší Brownistická kongregace v Amsterdamu rozdělila na dvě frakce: na skupinu vedenou Francisem Johnsonem a skupinu vedenou Henrym Ainsworthonem. Bohužel ke smíru nedošlo.
V roce 1616, ve spolupráci s Thomasem Brewerem a za pomoci Edwarda Winslowa, Brewster vydával náboženské knihy určené k prodeji v Anglii, které tam byly zakázány. Vytiskl “sám sedm knih proti režimu církve v Anglii v roce 1618”. V roce 1618 Brewsterovy knihy publikoval De regimine Ecclesianae Scoticanae, skotský duchovní David Calderwood, který byl velmi kritický vůči Jakubovi VI. a jím podporované církvi. V roce 1619 byla vydána kniha Perth Assembly (Shromáždění v Perthu). Knihy byly propašovány do Skotska ve vinných sudech a krále Jakuba se velmi dotkly a nařídil vypátrat viníky. Když královy muži objevili viníky, Thomas Brewer byl pod ochranou univerzity v Leidenu a Brewster a Calderwood se ukryli. Podle historika Stephena Tomkinsa se Brewster vydal nizozemským úřadům, ty ho ale odmítly předat do Anglie a poslat tak na jistou smrt. Královým mužům bylo řečeno, že zatkli nesprávného člověka a tak Brewstera nechali jít. Soudí se, že tato Brewsterova „tisková operace“ málem „zničila plány separatistů na odchod do Ameriky“.
Brewster byl spolu s Robinsonem hlavním tahounem při rozhodování o plavbě do Severní Ameriky a hlavním organizátorem, ale když byl nucen se skrývat, komunita zvolila jáhna Johna Carvera a Roberta Cushmana, aby pokračovali v jednání o cestě do Ameriky s příslušnými úředníky v Londýně. V roce 1620, když nadešel čas vyplutí lodi Mayflower, Brewster se opět ke komunitě v Leidenu přidal. Po celý předešlý rok se skrýval v Nizozemsku a možná i v Anglii. V době svého návratu byl Brewster nejvyšším náboženským laikem kongregace a byl zvolen jejich duchovním vůdcem v Novém světě.
Brewster se připojil k první skupině puritánů na palubě Mayflower na cestě do Severní Ameriky. Brewstera doprovázel jeho manželka Mary Brewster a jeho synové: Love Brewster a Wrestling Brewster.

## Cesta na Mayfloweru

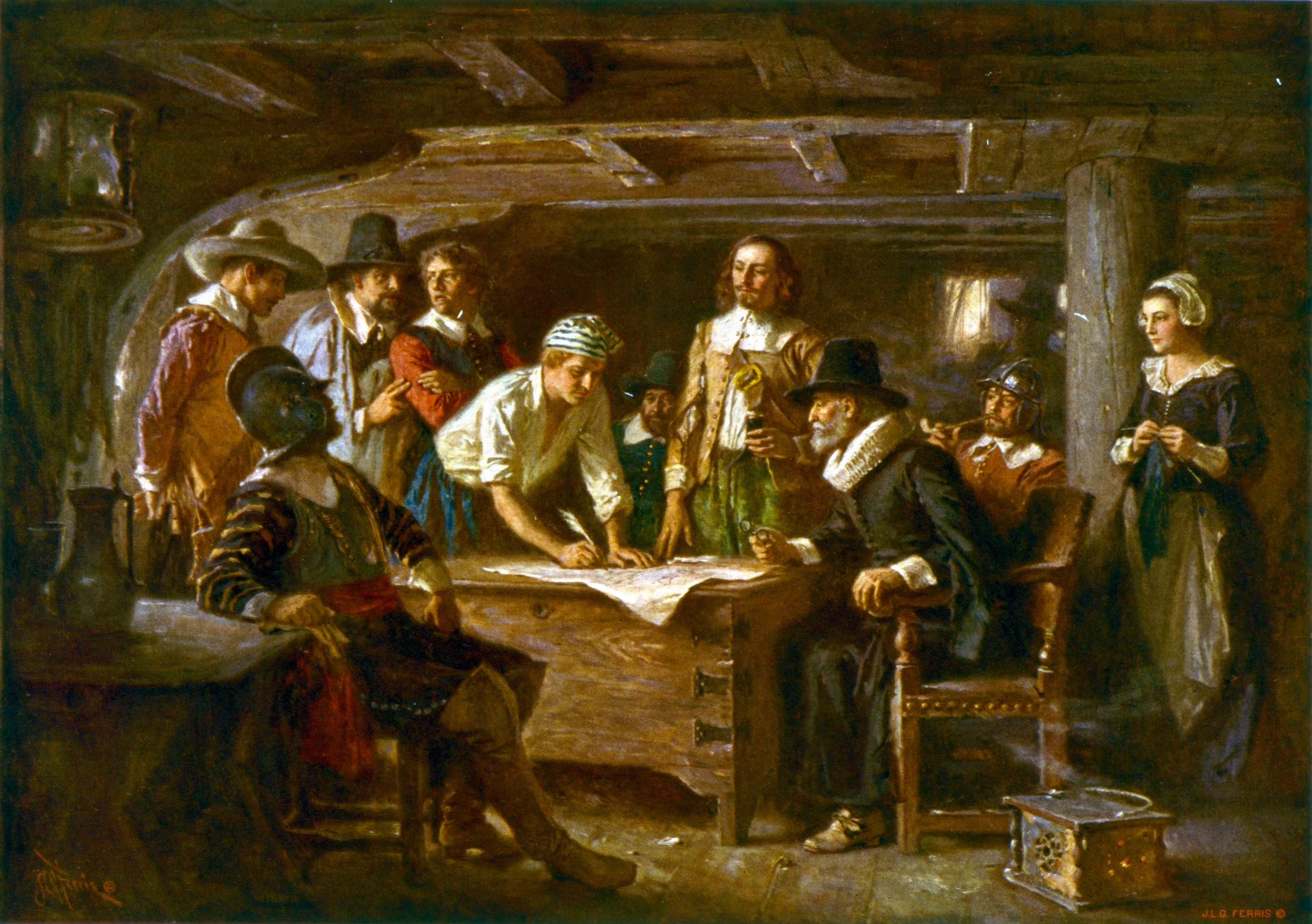
Podepisování Mayflower Compact na lodi Mayflower, rok 1620, Jean-Léon Gérôme, 1899

Na cestu do Ameriky byly najaty dvě lodě, Speedwell a Mayflower. Obě lodě vypluly 5. srpna 1620, ale Speedwell stále nabíral vodu, a obě lodě se vrátily do Dartmouthu v Devonu kvůli opravám. Při druhém pokusu Mayflower a Speedwell urazily asi 300 námořních mil (560 km; 350 mil) za Land's End v Cornwallu. Protože Speedwell stále nabíral vodu, vrátila se obě plavidla do Dartmouthu. Pasažéři se rozhodli plout do Ameriky na jediné lodi, na Mayflower.
Mezi lidmi nastupujícími na loď Mayflower byly i čtyři děti bez doprovodu pocházející ze Shiptonu, Shropshire. Jejich otec Samuel More je poslal do emigrace bez vědomí jejich matky po jejím přiznání k cizoložství. Děti byly přivedeny na loď bez vědomí jejich matky po čtyřech žárlivých letech mezi Samuelem Morem a jeho ženou i Katherinou. Samuel ji obvinil z cizoložství a jejího dlouholetého milence z údajného otcovství dětí. More svěřil děti do péče starších separatistů Williama Brewstera, Johna Carvera a Roberta Cushmana. Dvě děti byly svěřeny Williamovi a Mary Brewster.
Mayflower měla vyplout z Plymouthu v Anglii 6./16. září 1620. (Rozdíl mezi juliánským a gregoriánským kalendářem). Sto stop dlouhá loď vezla 102 cestujících včetně posádky v extrémně stísněných podmínkách. Druhý měsíc plavby byla loď zasažena bouří, do lodě začalo zatékat a cestující leželi nemocní a v mokru. Cestou došlo k dvěma úmrtím, jednoho člena posádky a jednoho cestujícího.
Dne 9. listopadu 1620, asi po měsíčním zdržení v Anglii a dvou měsících na moři, spatřili pasažéři mys Cape Cod. Několik dní se snažili pokračovat v cestě dále na jih, do svého plánovaného cíle v kolonii ve Virginii, ale silná zimní bouře je přinutila k návratu na Cape Cod. Přístav je nyní nazývaný Provincetown. Zakotvili zde 11/ 21. listopadu 1620. Ten den byl podepsán Mayflower Compact. Bradford byl jedním z prvních, který dokument podepsal.
Skupina dorazila do oblasti poblíž dnešního Plymouthu v Massachusetts 21. prosince 1620. Během několik měsíců téměř polovina cestujících zahynula v chladné, drsné zimě v Nové Anglii.

## Život v Plymouthu
Po založení kolonie Plymouthuse se Brewster stal pastorem a pracoval jako náboženský vůdce kolonie; stal se kazatelem a poradcem guvernéra Williama Bradforda. Brewsterův syn Jonathan se k rodině připojil v listopadu 1621, dorazil do Plymouthu na lodi Fortune a dcery Patience a Fear dorazily v červenci 1623 na palubě lodi Anne.

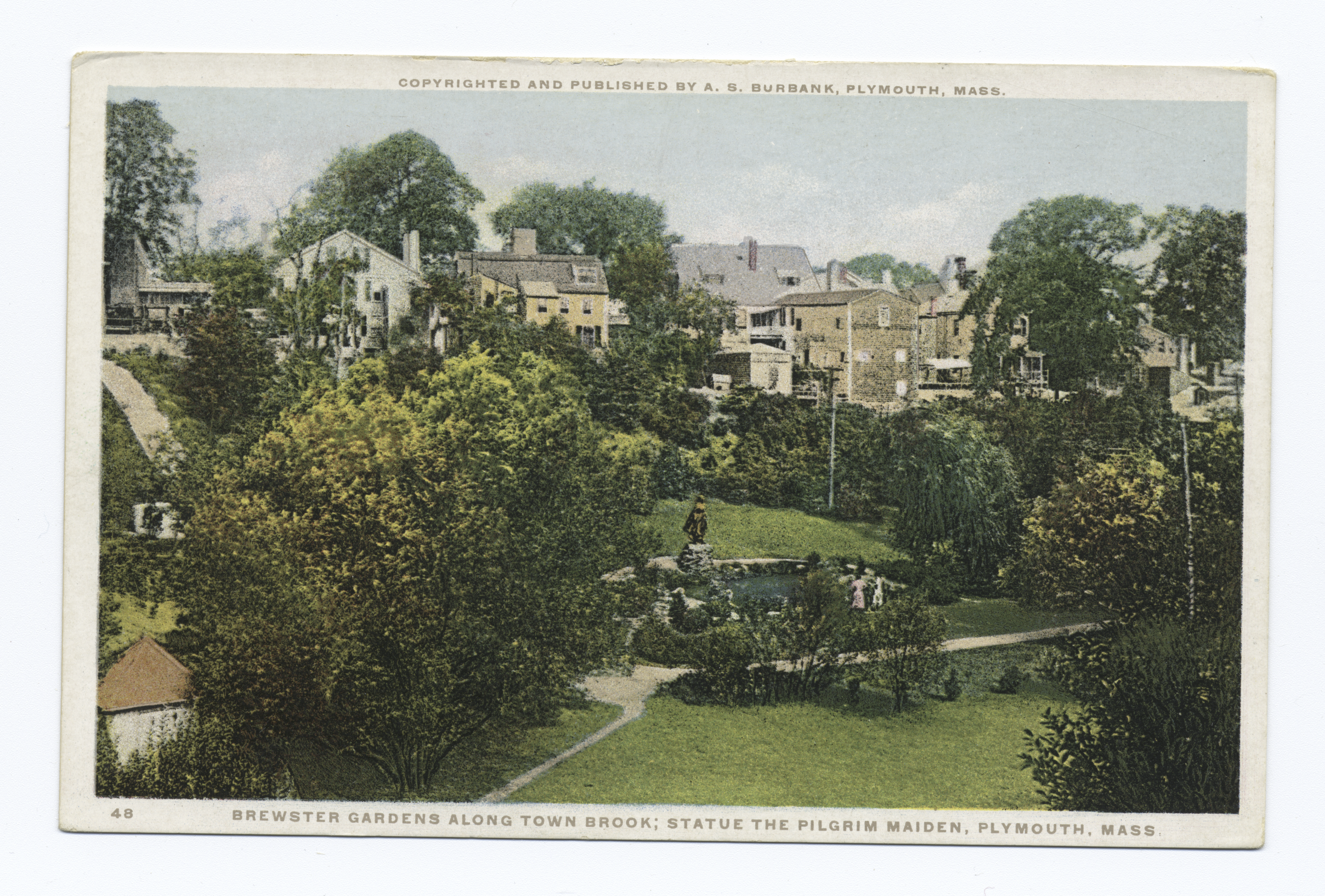
„Brewster Gardens“ Plymouth, Massachusetts. Zahrada pokrývá původní, který byl přidělen Williamovi Brewsterovi v roce 1620.

Jako jediný vysokoškolsky vzdělaný člen kolonie se Brewster podílel na náboženském vedení komunity, dokud v roce 1629 nepřijel pastor Ralph Smith. Poté pokračoval v nepravidelné kazatelské činnosti až do své smrti v dubnu 1644. „Byl upřímný a soucitný k těm, kteří byli v neštěstí,“ napsal Bradford, „ ale zejména k těm, kteří měli dobré majetky a postavení a upadli do chudoby.“
Brewsterovi byla přiděleno území mezi ostrovy Boston Harbor čtyři jeho vnější ostrovy (Great Brewster, Little Brewster, Middle Brewster a Outer Brewster) nesou nyní jeho jméno. V roce 1632 odešel Brewster z Plymouthu do blízkém Duxbury a vybudoval zde farmu.
V roce 1634 udeřila na kolonii epidemii chřipky a neštovic. Nemoc decimovala jak Angličany tak Indiány. William Brewster, jehož rodině se podařilo přežít první příšernou zimu bez úhony, ztratil dvě dcery, Patience a Fear, nyní provdané za Isaaca Allertona a Thomase Prence.
William Brewster zemřel 18. dubna 1644, v Duxbury, kolonie Plymouth Jeho žena Mary zemřela v dubnu 1627 ve věku asi šedesáti let. Brewster byl pohřben na Burial Hill v Plymouthu.